# Joseph Schmidt
Joseph Schmidt (Davideny, Imperio austrohúngaro; 4 de marzo de 1904-Hinwil, Suiza; 16 de noviembre de 1942) fue un tenor austro-rumano, de gran facilidad en el registro agudo poseedor de un canto intuitivo y fácil.

## Biografía
Hijo de judíos ortodoxos, desde muy joven cantaba en coros y pudo desarrollar su talento para el canto. Quiso hacer carrera musical y su madre lo apoyó desde el principio, pero no así su padre. 
Durante la I Guerra Mundial se mudó a Czernowitz, y a la edad de 20 años tuvo su primera oportunidad en un concierto. 
Por gestiones de su tío, Leo Engel, llegó a Berlín en 1928. Por su corta estatura tuvo limitaciones para el teatro de la ópera (medía 1,50 m). Pero fue la radio la que le dio inmensa fama en Alemania. 
Entre 1929 y 1933, Schmidt cantó en más de 37 óperas para Radio Berlín, llegando a ser conocido como "el tenor del pueblo". 
Gracias a su éxito debutó en el teatro con La bohème en 1939 y filmó varias películas. Una de ellas, titulada Una canción da la vuelta al mundo, fue pensada para él.
Los nazis le prohibieron actuar en Alemania y Austria, siguió cantando en Bélgica, Holanda y Francia con regularidad.
Al inicio de la II Guerra Mundial, se trasladó a la zona desocupada de Francia. Cuando en 1942 toda Francia fue ocupada por el ejército nazi, se fugó a Suiza. Se hundió de agotamiento en la calle donde fue arrestado y acusado de ser inmigrante ilegal. 
Fue internado en el campo de refugiados de Girenbad, en el municipio de Hinwil, cantón de Zúrich, donde su frágil salud no le permitió sobrevivir. 
Fue sepultado en el cementerio de Friesenberg, cerca de Zúrich.